# Valentin Petrovič Kataev
Valentin Petrovič Kataev (Odessa, 16 gennaio 1897 – Mosca, 12 aprile 1986) è stato uno scrittore russo.

## Biografia
Kataev nacque in una famiglia colta e sin da adolescente lesse i classici della letteratura russaː Puskin, Lermontov, Gogol', Čechov, Turgenev, Gončarov.
Esordì come poeta con la lirica Autunno pubblicata dal giornale Il messaggero di Odessa nel 1910 e dopo alcuni tentativi giovanili sulla scia del maestro Ivan Bunin, che conobbe poco prima dello scoppio della prima guerra mondiale, partecipò al conflitto come volontario nell'artiglieria e nella fanteria, ottenendo decorazioni e riconoscimenti come le croci di San Giorgio e dell'Ordine di Sant'Anna. Partecipò alla guerra civile russa nel 1919 combattendo nell'Armata Rossa.
Kataev ebbe una fertile stagione satirico-picaresca, che fruttò varie commedie ed il celebre romanzo Gli sperperatori (1926), una satira di costumi con protagonisti due impiegati dissipatori.
Nel 1928 conseguì un buon successo di critica e di pubblico con la commedia umoristica La quadratura del circolo, incentrata sui problemi coniugali.
Nel 1932 pubblicò Tempo, avanti!, romanzo stenografico dedicato al piano quinquennale in cui descrisse la costruzione di un polo industriale, e nel 1936 Biancheggia una vela solitaria, romanzo facente parte di una tetralogia su Odessa con il quale aderì al realismo socialista anche se conservò una vena romantica e umoristica, come dimostrò fondando e dirigendo la rivista Gioventù, spesso criticata dagli organismi conservatori.
Nel 1946 vinse il premio Stalin con il romanzo Il figlio del reggimento (1945).